# Greenslade
Greenslade was een Britse muziekgroep, die een mengeling speelde van jazzrock en progressieve rock. De band bestond globaal tussen 1972 en 1976 en kende een korte comeback in 2001/2002.
De band is genoemd naar de leider Dave Greenslade, hoewel van een officiële leider geen sprake was. De band, die voor het eerst optrad in 1972 en nog wel in de Zoom Club in Frankfurt am Main, bestond uit een aantal toenmalige talenten uit de muziekwereld, zodat eigenlijk sprake was van een supergroep. Greenslade kon dat echter nooit waarmaken en ging roemloos ten onder.

De basisleden waren:
- Dave Greenslade op toetsinstrumenten, ex-Colosseum, die samen op school had gezeten met
- Tony Reeves op basgitaar, eveneens ex-Colosseum;
- Dave Lawson op toetsinstrumenten; hij kwam van The Alan Bown Set, Web en Samurai
- Andrew McCulloch op drums; hij kwam van King Crimson ten tijde van album Lizard.

De muziekstijl lag in het verlengde van Colosseum en had dus instrumentale stukken en stukken waarin gezongen werd. Zanger van de band was Lawson. Zijn zangstem werd gezien als de zwakste schakel. Bijzonder aan de eerste twee albums was dat er geen gitarist in speelde. Dat veranderde toen Dave Clempson op album nummer 3 kwam meespelen. Hij speelde eerder in Humble Pie en Colosseum. Vervolgens verdween Reeves naar Curved Air en kwam Martin Briley op (bas)gitaar de band versterken. Ook Lawson stapte op en werd vervangen door Bryan Evans.
De personeelswisselingen konden niet voorkomen dat in het voorjaar van 1976 Greenslade uit elkaar viel. Dave Greenslade maakte nog een aantal soloalbums, waaronder Cactus choir. Hij ging nog op tournee met Mick Rogers (van Manfred Mann’s Earth Band), Dave Markee en Simon Phillips. De laatste twee werden alweer snel vervangen door de ritmetandem Reeves (weer terug) en Jon Hiseman. Greenslade kende Hiseman van de middelbare school en Colosseum (versie II).
Gedurende de periode 2000-2002 was er een korte revival van de band en kwam er een nieuw album. Rond die tijd was er echter ook een reünie van Colosseum, stabiel was die versie van Greenslade dus niet. De bemanning was toen Greenslade, Reeves, John Trotter (drums, eveneens uit Manfred Mann’s Earth Band) en John Young (zanger en toetsen). Die laatste had eerder gespeeld met Steeleye Span en Renaissance (versie 1980).

## Albumdiscografie
- 1972: Greenslade
- 1973: Bedside manners are extra
- 1974: Spyglass guest
- 1975: Time and tide
- 1997: Shades of Green (1972-75) (verzamelalbum)
- 2000: Greenslade live (recorded in 1973-75)
- 2000: Large afternoon
- 2002: Greenslade 2001 - Live The Full Edition